# John Lackey
John Derran Lackey, född 23 oktober 1978 i Abilene i Texas, är en amerikansk före detta professionell basebollspelare som spelade som pitcher för Anaheim Angels, Los Angeles Angels of Anaheim, Boston Red Sox, St. Louis Cardinals och Chicago Cubs i Major League Baseball (MLB) mellan 2002 och 2017.
Han draftades av Anaheim Angels i 1999 års MLB-draft.
Lackey vann tre World Series.